# Asociación Sureña de Escuelas y Colegios universitarios de Estados Unidos
La Asociación Sureña de Escuelas y Colegios universitarios (en inglés: Southern Association of Colleges and Schools, SACS) es un organismo de acreditación reconocido por el Departamento de Educación de los Estados Unidos y el Consejo de Acreditación de Educación Superior estadounidense. Esta agencia acredita a más de 13 000 instituciones educativas públicas y privadas que van desde preescolar a nivel universitario en once estados del Sur de Estados Unidos. Su sede se encuentra en North Druid Hills (Georgia), cerca de Decatur, en el Área metropolitana de Atlanta.  En concreto, SACS acredita instituciones educativas en los estados de Alabama, Florida, Georgia, Kentucky, Luisiana, Misisipi, Carolina del Norte, Carolina del Sur, Tennessee, Texas y Virginia, e instituciones educativas para estudiantes estadounidenses en México, Caribe, América Central y América del Sur. 

## Comisión de Colegios universitarios
SACS fue fundada en 1895 y está integrado por el Consejo de Acreditación y Mejora Escolar y la Comisión de Colegios universitarios. Trabaja en combinación con el Consejo de Acreditación de la Educación Superior y la Asociación de Acreditadores Especializados y Profesionales estadounidenses.  La Comisión de Colegios universitarios de SACS (sigla SACSCOC) acredita universidades y colegios universitarios en once estados de Estados Unidos y América Latina (extraterritorial).  Cada seis meses, la Comisión de Colegios universitarios publica un informe sobre sus acciones de acreditación, ya sean nuevas acreditaciones o reafirmaciones de acreditación, así como las sanciones públicas de que son objeto. Los informes incluyen los motivos por los que fueron sancionados. 
La Comisión acredita instituciones públicas y privadas de educación superior en los Estados Unidos, tanto colegios universitarios como universidades.  Como un acreditador regional, la acreditación SACSCOC se extiende a todos los programas educativos ofrecidos en la institución acreditada. Entre las instituciones en América Latina acreditadas por SACSCOC se encuentran la Universidad de las Américas de Puebla; Universidad de Las Américas, A.C.; Universidad de Monterrey; Tecnológico de Monterrey; Instituto Centroamericano de Administración de Empresas (INCAE) o la Universidad Keiser en Nicaragua. El SACSCOC también ha acreditado la Universidad Americana de Dubái y la Universidad Americana de Ras Al Khaimah. 

## Consejo de Acreditación y Mejora Escolar
El Consejo de Acreditación y Mejora Escolar (acrónimo SACS CASI) acredita a más de 13 000 escuelas primarias, medias y escuelas secundarias, así como otras escuelas ubicadas en la región sureña. En 2006, la Comisión se integró en la plataforma AdvancED, que integró a varios sistemas de acreditación estadounidenses: SACS CASI, NCA CASI y NSSE.  En la actualidad, SACS CASI actúa como una división de acreditación de AdvancED, ahora conocida como Cognia. 